# Дві тисячі слів
«Дві тисячі слів» (повна назва: «Дві тисячі слів, звернених до робітників, селян, службовців, науковців, митців та інших», чеськ. Dva tisíce slov, které patří dělníkům, zemědělcům, úředníkům, umělcům a všem) — один із двох знаменитих документів Празької весни (поряд з Програмою дій КПЧ), автором якого був письменник Людвіг Вацулік . Опубліковано 27 червня 1968 року у празькій газеті «Literárne noviny» та інших чехословацьких газетах за підписами близько 60 інтелектуалів. У редакції проводився збір додаткових підписів на підтримку цього маніфесту та реформ Олександра Дубчека, спрямованих на створення «соціалізму з людським обличчям».

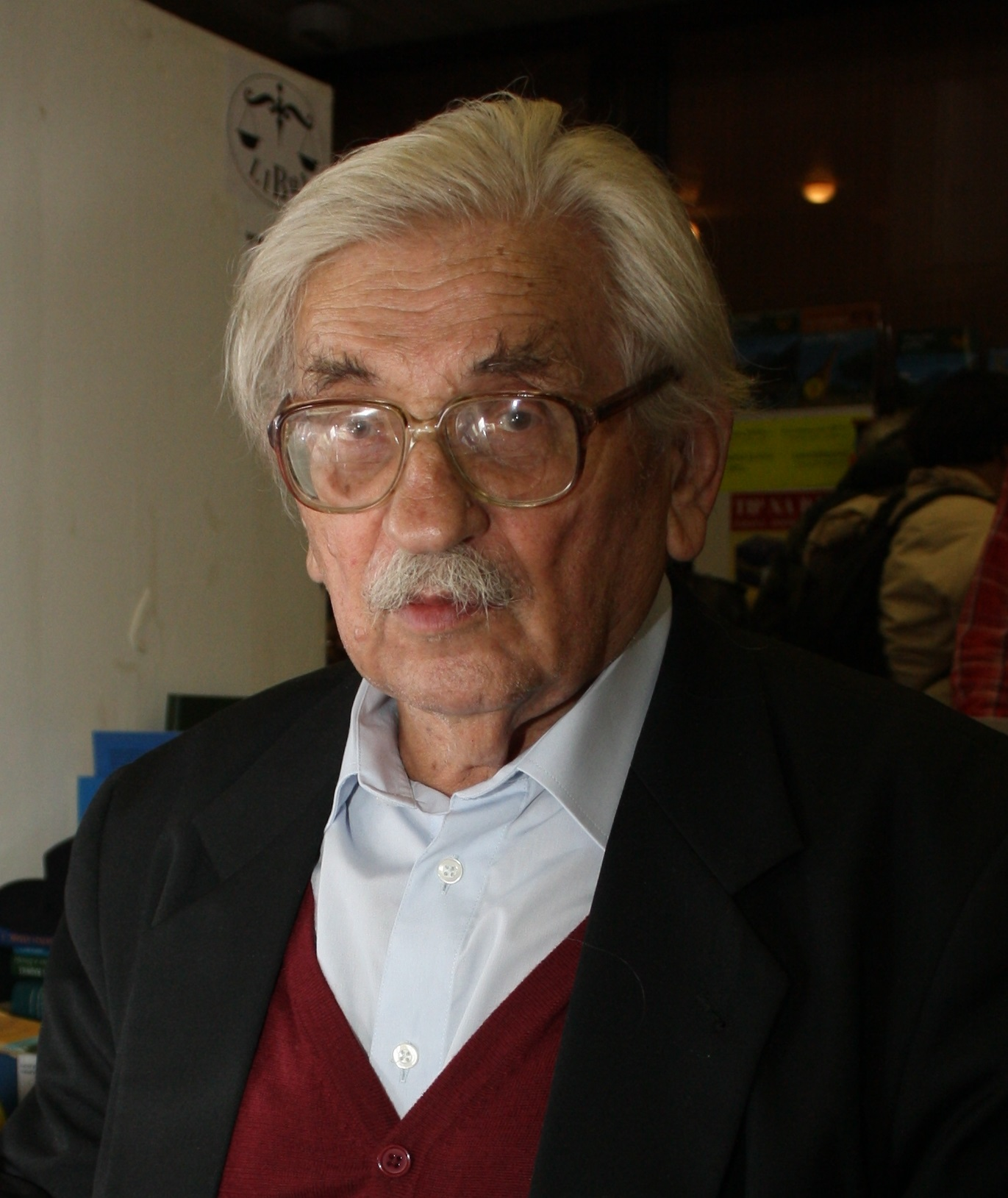
Людвік Вацулік (2010), автор маніфесту «Дві тисячі слів».

## Зміст
У маніфесті містилася критика «влади партійно-бюрократичного апарату» (влада stranicko-státní byrokracie), але при цьому вітався «процес демократизації» (proces demokratization) і намір «олюднити режим» (zlidštit režim). Покладалася надія на «прогресивне крило» (pokrokové křídlo) комуністів, які забезпечили «незвичайну словесну сміливість» (nebývalé slovní smelost). Засуджувався можливий «реванш старих сил» (odplata starých sil) та втручання «іноземних сил» (zahraniční síly). Утримувався заклик до поновлення діяльності Народного фронту та організації «служб охорони порядку». Рішенням національного питання вважалася федералізація (federalization).
По суті, «Дві тисячі слів» були закликом до народу Чехословаччини притягнути свою партію до відповідальності. Вацулік почав з оцінки того, як нація занепала під час правління Комуністичної партії Чехословаччини (KSČ), малюючи картину морального та економічного занепаду, коли робітники самі не приймали рішень.
«Більшість людей, отже, втратили інтерес до державних справ, вони переживали лише за себе та за свої гроші. Більше того, через ці погані умови тепер навіть на гроші не можна покладатися. Відносини між людьми були зіпсовані, і ним більше не подобається працювати. Підводячи підсумок, країна досягла точки неповернення, коли її духовне здоров'я та характер були зруйновані».
Він віддав належне тим «демократично налаштованим» членам KSČ, які агітували за зміни в застійну епоху, сказавши, що антагоністичні ідеї можна було «провітрювати» лише зсередини партійної структури. Ці ідеї, за його словами, набувають своєї сили не від того, що вони нові, а досить слабкі партійні лідери та повсюдна нерівність і бідність, що дозволило більшій частині суспільства усвідомити свою позицію.
Замість того, щоб ліквідувати партію, Вацулік наказав, щоб реформатори підтримували її прогресивне крило, яке володіло «добре побудованими організаціями… досвідченими чиновниками… [і] вирішальними важелями та кнопками». У час змін, за його словами, люди повинні вимагати прозорості управління економікою та обирати своїм представником «здатних і чесних людей», а також використовувати легальні та мирні протести для повалення корупціонерів. Він визнав важливість вільної преси.
Пізніше Рада засудила цю заяву за заперечення керівної ролі Радянського Союзу. Вацулік згадує про СРСР лише опосердковано, маючи на увазі «іноземні сили», і радить поступове і помірне просування до паритету: «Ми можемо забезпечити рівноправні відносини, лише покращивши наше внутрішнє становище і затягнувши процес відродження так далеко, що одного дня на виборах ми зможемо обирати державних діячів, у яких вистачить мужності, честі та політичного таланту для встановлення та підтримки таких відносин». Загалом, Вацулік закликав до відновлення соціалізму зсередини через суворий нагляд з боку нової влади та об'єднаного населення.

## Підписали
Письменники (Іржі Ганзелка), актори (Рудольф Грушинський, Ян Веріх, Отомар Крейча) та спортсмени (Віра Чаславська, Їржі Рашка, Еміль Затопек), а також лікарі (Ян Брод), мікробіологи, поети та композитори.

## Реакція
Керівництво КПЧ цей документ розглядати відмовилося, а після початку політики нормалізації нове керівництво переслідувало осіб, що підписали звернення. Масовість підтримки цих реформ викликала у керівництва СРСР побоювання можливості повторення угорських подій 1956 року. Публікацію маніфесту було сприйнято як спробу ідеологічної диверсії, а підписи під документом після інтервенції військ організації Варшавського договору стали приводом для переслідування.
Незважаючи на те, що документ дійсно надихав прогресистів на нижчих рівнях партії та мав надзвичайно поляризуючий ефект, одночасно він став приводом для реакції консервативног крила, що призвів до виключення Вакуліка з партії. Президія негайно розпочала екстрену сесію, яка лише посилила підтримку цієї заяви. Лідери уряду швидко засудили цю заяву, і навіть Дубчек звернувся до нації на телебаченні через кілька днів після її публікації із закликом до національної єдності. Через два тижні І. Александров засудив «Дві тисячі слів» у газеті «Правда» як «своєрідну платформу, що представляє сили в Чехословаччині та за кордоном, які намагаються під виглядом розмов про „лібералізацію“, „демократизацію“» тощо, викреслити всю історію Чехословаччини з 1948 року та соціалістичні досягнення чехословацького трудящих, дискредитувати Комуністичну партію Чехословаччини та її керівну роль, підірвати дружбу між чехословацьким народом і народами братніх соціалістичних держав і прокласти шлях до контрреволюції".
Ця заява суттєво не спонукала до активних дій і послабила чеських дипломатів, таких як поміркований Йозеф Смрковський, у його зусиллях заспокоїти Радянський Союз, який був стурбований темпами реформ у Чехословаччині. Зрештою, це стало однією із причин, які привели до вторгнення радянських військ до Чехословаччини в середині серпня.